# Herman Goldstine
Herman Heine Goldstine (Chicago, Illinois, 1913. szeptember 13. – Bryn Mawr, Pennsylvania, 2004. június 16.) amerikai matematikus és informatikus, az első számítógép, az ENIAC tervező és megvalósító csoport tagja.

## Életpályája
Herman  Goldstine zsidó szülők gyermekeként született. 1933-ban matematika szakot végzett, majd 1934-ben mesteri és 1936-ban doktori fokozatot szerzett. Először kuatatóként dolgozott, majd 1939-től a michigani egyetemen tanított. 1941-ben feleségül vette Adele Katz-ot, aki az ENIAC számítógép programozója volt. Két gyerekük született, és miután Adele  1964-ben rákban meghalt, Goldstine 1966-ban feleségül vette Ellen Watsont. Nyugdíjasként az Amerikai Filozófiai Társaság ügyvezető igazgatója volt 1985 és 1997 között. 2004-ben halt meg Parkinson-kórban.

## Munkássága
Hermann Goldstine a második világháború kitörésekor csatlakozott a hadsereghez, és mint az amerikai hadsereg főhadnagyát 1942-ben Aberdeenbe helyezték. Feladatul kapta, hogy számolja újra a tüzérségnél 
használt, többnyire első világháborús tüzérségi és bombázási táblázatokat, a legújabb ballisztikai elméletek alapján. Goldstine tudatában volt,  hogy az akkori elektromechanikus számítóeszközök 
alkalmatlanok erre a számítási feladatra. John Mauchly matematikus javasolta, hogy a számítások sebességének növelésére használjanak elektronikus eszközöket. Goldstine nekilátott az ötlet megvalósításának, így 1943. május 31-én megkezdődött az ENIAC nevű  (Electronic Numerical Integrator and Computer = elektronikus numerikus integrátor és számítógép) elektronikus számolóeszköz fejlesztése.
Az ENIAC sikere után, kiküszöbölendő annak hiányosságait, Goldstine, Mauchly, J. Presper Eckert és Arthur Burks  hozzáfogott az EDVAC nevű számítógép megvalósításához.
1944 nyarán Goldstine találkozott Neumann Jánossal az aberdeeni vasútállomáson, ahol elmesélte, hogy mivel foglalkozik. Neumannak, aki akkor a Manhattan tervvel volt elfoglalva, nagyon megtetszett a számítógép-tervezés ötlete, és hamarosan csatlakozott a Los Alamosban 
dolgozó csapathoz, és 1946-ban megírta a First Draft of a Report on the EDVAC című munkáját, amelyben megfogalmazta azokat az elveket, amelyek alapján működnek a mai számítógépek.
A második világháború után Goldstine csatlakozva Neumannhoz, átment a princetoni IAS-hoz (Institute for Advanced Study), ahol megalkották a IAS nevű számítógépet. Goldstine később átkerült az IBM-hez.
Több könyvet írt. Megírta a számítógépek történetét is, amely magyarul A számítógép Pascaltól Neumannig címmel jelent meg. Tevékenységét több díjjal és kitüntetéssel értékelték.

## Művei
- Arthur W. (Arthur Walter) Burks, Herman Heine Goldstine, John Von Neumann; Preliminary Discussion of the Logical Design of an Electronic Computer Instrument; (Institute for Advanced Study, January 1, 1946)
- Goldstine, Herman H.. The Electronic Numerical Integrator and Computer (ENIAC), The Origins of Digital Computers: Selected Papers. New York: Springer-Verlag, 359–373. o. [1946] (1982). ISBN 3-540-11319-3
- Goldstine, Herman H.. The Computer from Pascal to von Neumann (magyarul: A számítógép Pascaltól Neumannig, Műszaki Könyvkiadó, 1987, 2003, 2004.  Ford. Szabó G. Zoltán) [archivált változat]. Princeton, NJ: Princeton University Press (1980. október 1.). ISBN 0-691-02367-0. Hozzáférés ideje: 2004. június 29. [archiválás ideje: 2004. augusztus 13.]
- Goldstine, Herman H.. New and Full Moons: 1001 B.C. to A.D. 1651. Philadelphia: American Philosophical Society (1973). ISBN 0-87169-094-2
- Goldstine, Herman H.. History of Numerical Analysis from the 16th Through the 19th Century (Studies in the History of Mathematics and Physical Sciences, 2). New York: Springer-Verlag (1977). ISBN 0-387-90277-5
- Goldstine, Herman H.. History of the Calculus of Variations from the Seventeenth Through the Nineteenth Century (Studies in the History of Mathematics and the Physical Sciences). New York: Springer-Verlag (1980. október 1.). ISBN 0-387-90521-9
- Bernoulli, Jakob, Bernoulli, Jean; Goldstine, Herman H.; P Radelet-de Grave. Die Streitschritfen Von Jacob Und Johann Bernoulli: Variationsrechnung. Basel; Boston: Birkhäuser (1991. szeptember 1.). ISBN 3-7643-2348-5, ISBN 0-8176-2348-5

### Magyarul
- A számítógép Pascaltól Neumannig; ford. Szabó G. Zoltán; Műszaki, Bp., 1987
- A számítógép Pascaltól Neumannig; ford. Szabó G. Zoltán; 2. jav. kiad.; Műszaki, Bp., 2003

## Fordítás
- Ez a szócikk részben vagy egészben  a   Herman Goldstine című angol Wikipédia-szócikk ezen változatának fordításán alapul.  Az eredeti cikk szerkesztőit annak laptörténete sorolja fel. Ez a jelzés csupán a megfogalmazás eredetét és a szerzői jogokat jelzi, nem szolgál a cikkben szereplő információk forrásmegjelöléseként.